# たつを
たつを（1977年3月1日 - ）は、大阪府堺市出身の音楽家、タレント、リポーター、看護師である。

## 人物
- 身長171cm、血液型はA型。
- 特技はギター、スキー、空手。
- 趣味は釣り、灯台巡り、ゲーム。
- 免許:看護師・自動二輪・普通自動車免許・空手道初段・2級小型船舶・BBQ検定
- 音楽・タレント活動と並行して、看護師の仕事も行っている。

## 音楽活動
- MoGa

1999年、中川直樹（中川なおき）と結成。
2002年、ホリプロストリートオーディションに合格。路上ライブを中心に音楽活動の他、『おはよう朝日です』のリポーターをはじめ、テレビやラジオに出演。2008年6月に活動休止。
- 宮根誠司と2T

宮根誠司プロデュースの音楽ユニット。クマガイタツロウと活動している。
- 石原志織withたつを

石原志織のバックギターとして活動。

## 現在のメイン活動

### スポーツMC・DJ
- 大阪エヴェッサ　アリーナMC（2012シーズン - 2022 ）
- スペランツァ大阪 スタジアムDJ（2015シーズン - ）
- アルバルク東京 サポートMC（2022シーズン - ）
- Tリーグ 日本生命レッドエルフ MC
- Vリーグ JTマーヴェラス MC
- 世界女子車椅子バスケMC

## 作品

### テレビ
- フジテレビ『Mr.サンデー』　エンディング曲担当

### DVD
- TUBE『TUBE 25th Summer -DVD BOX-』ゲスト出演
- 石原志織 LIVE DVD 『そらゆめ』『空を旅する 鳥の夢』『ただいまを言える場所』 サポートギタリスト
- 東日本大震災復興DVD 『津波に負けなかったギター』※阿倍野 ヒューマンドキュメンタリー映画祭　優秀賞受賞

## 過去のレギュラー・出演番組

### テレビ
朝日放送『おはよう朝日です』レポーター
枚方ケーブル 「ここが知りたい枚方市」仲みゆきと送る枚方市の広報番組
テレビ大阪　関西インディーズ応援番組『ゲキバン！』 （メインMC）（2004.4 ～9）
TBSテレビ『サンデージャポン』 （2008.9.28）
TVQ九州放送『ばりすご☆ボイガ−7』（2008.10.31）
ミヤギテレビ　『OH!バンデス』 （2008.12.23）
ショップチャンネル『QVC』（2009.1.27）
HometownJ:COMパーク（J:COM 大阪セントラル、2009年4月 - 2022年）毎月1日、16日更新　メインMC（街ブラ情報バラエティ）岩井万実と共に街ブラを行う番組。2009年8月に放送エリアが大阪局まで拡大されている。
毎日放送『チュー'sDAYコミックス 侍チュート!』 （2009.8.04）
日テレ『スッキリ!!』（2009.9.22）
フジテレビ『新・堂本兄弟』（2010.6.13）
読売テレビ『情報ライブ ミヤネ屋』 （2010.7.01）
中京テレビ放送『幸せの黄色い仔犬』 （2010.9.11）
関西テレビ放送『宮根誠司の時空カフェ』 （2011.7.07）
演歌百撰（BS11） - 2018年2月に滝トールからスタジオ進行役を引き継いだものの、制作会社とBS11との間の問題から半年ほど外れた。同年秋以降の放送分から本格的に担当したが、2021年からの新撮分は川岸ゆかまたは伊藤みくの交代制による単独進行に変更されており、過去映像の流用を除いて出演していない。

### ラジオ
ABCラジオ
モギタテMoGaラジヲ』（2002.9 ～ 2003.3）
音楽活力プログラム Cheers!（2013.1 〜　2019.3）
小塚舞子・浜端ヨウヘイと送る音楽活力プログラム
ラジオ大阪
『MUSIC MoGa』（2003.9 ～ 2004.3）
『サタオビ』藤原茉央と送るラジオ番組
『たつをの音楽砲』自身初の冠番組。尚、「音楽砲」は「ミュージックバズーカ」と呼ぶ
e-radio『モビィがおじゃましバス』（サポートアーティスト）13：00（2005.9 ～ 2008.6）

### CM
- ラングスジャパン - 商品プロモーションビデオ
- NTT docomo - インフォマーシャル

### MC
- 格闘技団体 DEMOLITION XIGMA　リングアナ
- STAND UP JAPAN イベント大阪会場メインMC
- アカペラチャンピオンシップ メインMC
- 2次会king MC
- りんくう・大阪城リレーマラソン　メインMC
- 大阪市主催Human Rights Osaka トークショーMC   …など

### モデル
- リーガロイヤルホテル - ブライダルモデル